# 罗杰·普拉克斯顿
罗杰·普拉克斯顿（英語：Roger Plaxton，1904年6月2日—1963年12月20日），加拿大男子冰球运动员。他曾代表加拿大参加1928年冬季奥林匹克运动会冰球比赛，获得一枚金牌。

## 家庭
堂兄赫伯特·普拉克斯顿、休·普拉克斯顿。